# Tarzans Todesduell
Tarzans Todesduell (Originaltitel: Tarzan’s Three Challenges) ist ein US-amerikanisch-britischer Abenteuerfilm aus dem Jahr 1963 von Robert Day nach Motiven der Tarzan-Erzählungen von Edgar Rice Burroughs. Der Film ist das zweite Tarzan-Abenteuer mit Jock Mahoney in der Titelrolle.

## Handlung
Tarim, der Herrscher von Sun Mai, liegt im Sterben. Sein Bruder Khan plant, den Thron zu übernehmen, um seinen eigenen Sohn in die Thronfolge zu bringen. Kashi, Tarims Sohn und legaler Nachfolger, lebt in einem anderen Königreich. Er bittet Tarzan zu sich, um ihn nach Sun Mai zu begleiten. Als Tarzan aus Afrika ankommt, veranlassen Mönche, dass er sich Prüfungen unterzieht, um seine Identität zu bestätigen. Nachdem Tarzan die Prüfungen bestanden hat, bei denen er sich in Gewandtheit, Kraft und Intelligenz messen musste, akzeptieren die Mönche Tarzan als Begleiter des Prinzen.
Auf der Reise nach Sun Mai wird die Gruppe von Khans Männern angegriffen. Kashi und seine Gouvernante Cho San werden gefangen genommen. Tarzan kann die beiden befreien und mit ihnen Sun Mai erreichen. Khan erreicht, dass Kashi sich Tests unterziehen muss, um seine Fähigkeiten als Thronfolger und Herrscher zu beweisen. Drei dieser Prüfungen legt Kashi selber ab und besteht sie. Für die vierte Prüfung, ein Kampf auf Leben und Tod gegen Khan, tritt Tarzan für Kashi an. Tarzan und Khan kämpfen mit Messern. Dabei bewegen sie sich auf einem Netz, das über einer Grube mit glühenden Kohlen gespannt ist. Tarzan besiegt Khan, sodass Kashi zum neuen Herrscher gekrönt werden kann.

## Hintergrund
Gedreht wurde in Thailand und Malaysia. Die Rolle des Tarim wurde dabei ebenfalls von Woody Strode gespielt. Seine Stimme wurde jedoch von George Pastell synchronisiert. Neben Regisseur Day und Hauptdarsteller Mahoney hatte auch Strode schon Erfahrung mit Tarzan-Filmen. 1958 hatte er eine Rolle neben Gordon Scott in Tarzans Kampf ums Leben gespielt. In der zwischen 1966 und 1969 produzierten Fernsehserie mit Ron Ely war er in sieben Folgen zu sehen. Auch Co-Autor Berne Giler war vorher an Tarzan-Filmen beteiligt (Tarzans größtes Abenteuer und Tarzan der Gewaltige).
Der Film wurde im Juni 1963 uraufgeführt. In Deutschland erschien er erstmals am 29. Januar 1963 in den Kinos. Als der Film uraufgeführt wurde, war Jock Mahoney 44 Jahre alt. Damit war er der älteste Schauspieler, der jemals Tarzan verkörperte.

## Kritiken
Das Lexikon des internationalen Films bezeichnete den Film als „triviale Mischung aus Folklore und Abenteuer, nicht sonderlich spannend“. Variety zufolge hätten die Produzenten dem Titelhelden „viel von seiner charakterlichen Identität abgezogen“. Er sei „ein Mann ohne Land und nur noch mit einem Bruchteil seiner vorherigen Persönlichkeit“ ausgestattet.